# 旺克桑
旺克桑（法語：Vanxains，法語發音：[vɑ̃ksɛ̃]）是法国多尔多涅省的一个市镇，属于佩里格区。

## 地理
旺克桑（45°12'57"N, 0°17'14"E）面积35.89 平方千米，位于法国新阿基坦大区多爾多涅省，该省份为法国西南部内陆省份，是法國本土面积第三大的省，大致对应佩里戈尔地区，北起顺时针与夏朗德省、上维埃纳省、科雷兹省、洛特省、洛特-加龙省、吉倫特省和滨海夏朗德省接壤。
与旺克桑接壤的市镇（或旧市镇、城区）包括：孔布朗什和埃普吕什、博堡、沙赛涅、里贝拉克、圣马丹德里贝拉克、锡奥拉克-德里贝拉克、拉热迈-蓬泰罗、佩里戈尔地区圣普里瓦、拉热迈、蓬泰罗、费斯塔朗。

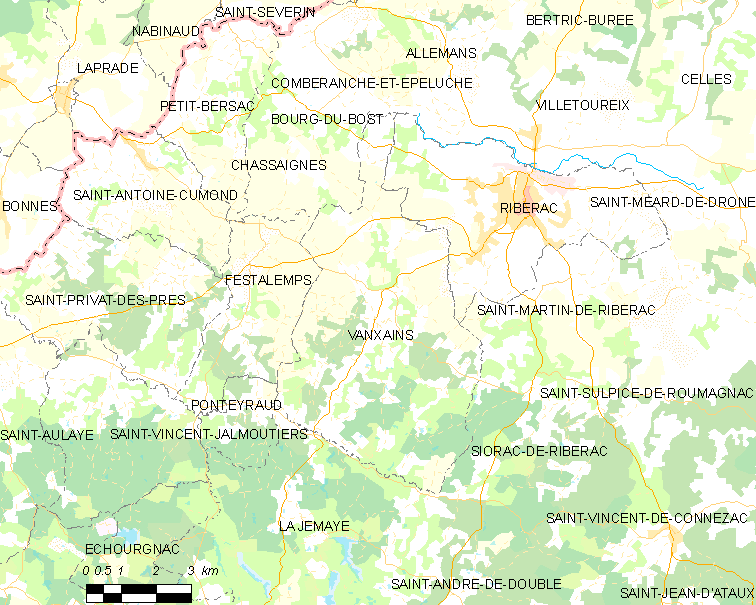
旺克桑的OSM定位图

旺克桑的时区为UTC+01:00、UTC+02:00（夏令时）。

## 行政
旺克桑的邮政编码为24600，INSEE市镇编码为24564。

## 政治
旺克桑所属的省级选区为里贝拉克县。

## 人口

1962-2008年间旺克桑人口变化图示

旺克桑于2022年1月1日时的人口数量为692人。